# Invalidenstrasse
Invalidenstrasse är en omkring 3 kilometer lång gata som löper genom distrikten Mitte och Moabit i Berlin. Gatan, som har anor från 1200-talet, har fått sitt namn efter Invalidenhaus som uppfördes i samband med schlesiska krigen. Mellan 1851 och 1871 gick tåg på Berliner Verbindungsbahn som anlagts längs gatan.